# 운동 기구

운동 장비(運動 裝備, 영어: exercise equipment)는 신체 근력의 단련이나 근육량 증가, 체중 감량 등을 위한 운동에 사용되는 기구이다. 운동 장비는 고정되거나 조절 가능한 양의 저항을 제공하여 운동의 강도나 조절 효과를 강화하거나 운동 루틴의 경험이나 결과를 향상시키기 위해 신체 활동 중에 사용되는 모든 장치이다.
운동 장비에는 적절한 신발, 장갑, 수분 공급 팩과 같은 착용 가능한 품목도 포함될 수 있다.

## 일반적인 장비
- 근력 트레이닝
  - 아령
  - 역기
  - 케틀벨

### 스트롱맨 (스포츠)장비
- 멍에
- 나무줄기
- 축
- 악력기

### 체조장비
- 평행봉
- 팔굽혀펴기 바
- 턱걸이 바
- 폴댄스 폴
- 밧줄
  - 줄넘기 로프
- 도마 (체조)
- 늑목

### 피트니스
- 로잉머신
- 고정식 자전거
- 트레드밀

## 같이 보기
- 운동 기계(en:Exercise machine)
- 적합도
- 로잉머신
- 운동 (활동)
- 근력 트레이닝